# 2e régiment de tirailleurs tonkinois
Le 2e régiment de tirailleurs tonkinois (2e RTT) est un régiment constitué sous la IIIe République.

## Création et différentes dénominations
- 1880 : création de compagnies de tirailleurs tonkinois
- 1884 : création du 2e régiment de tirailleurs tonkinois (décret du 12 mai 1884).
- 1933 : dissolution.

## Chefs de corps
- 1884 - Lieutenant-Colonel Berger
- 1886-1887 - Lieutenant-Colonel  Dodds
- 1889 - Colonel Dominé

## Historique des garnisons, combats et batailles du2eRTT
Le régiment est créé à Sept Pagodes par décret du 12 mai 1884 à partir des unités auxiliaires tonkinoises. Il participe à la lutte contre les « pirates » et les résistants à la colonisation française.
En 1901, un bataillon du régiment devient le bataillon de tirailleurs chinois.
En 1904, lorsqu'est créée la 1re division à Hanoï, le régiment est rattaché à sa 2e brigade. La division est supprimée en 1908 et le régiment passe à la 2e brigade des troupes d'Indochine. En 1909-1910, le bataillon est engagé dans la lutte contre Đề Thám.
La 1re division est recréée en 1912 sous le nom de Division du Tonkin puis supprimée en juin. En juillet 1919, le 2e RTT fait partie de la 2e brigade du corps d'occupation de l'Indochine (puis de la 2e brigade de la division d'Annam-Tonkin après septembre). En 1920 et 1921, la 9e compagnie du régiment est engagée au Laos pour lutter contre Batchaï et ses révoltés Hmong.
Le 1er avril 1929, le 2e RTT reçoit un 4e bataillon, formé à partir de compagnies du 4e RTT et installé à Phu-Lang-Tuong. Le régiment passe à la 1re brigade de la division d'Annam-Tonkin.
Le 1er juillet 1933, le 2e RTT est dissous. Le bataillon du régiment stationné en Annam rejoignent le 10e régiment mixte d'infanterie coloniale et ceux au Tonkin le 19e régiment mixte d'infanterie coloniale.

## Drapeau
Le drapeau du régiment lui est remis par le président Poincaré le 14 juillet 1913 lors de la revue de Longchamp.
Il porte, cousues en lettres d'or dans ses plis, les inscriptions suivantes:
- Sontay 1883
- Bac-Ninh 1884
- Langson 1884
- Tuyen-Quan 1885
- Hoa-Moc 1885

## Personnalités ayant servi au2eRTT
- Léon Raffenel, comme chef de bataillon en 1890-1891
- Pierre Marius L'officier, comme sous-officier en 1898-1899
- Pierre Marchand (1893-1971), général, Compagnon de la Libération